# Николай Ярошенко
Никола̀й Алекса̀ндрович Ярошѐнко (на руски: Николай Александрович Ярошенко) е руски живописец, портретист и жанрист, майстор на еднофигурните композиции, оглавил организацията на передвижниците след смъртта на Иван Крамской. По образование е военен инженер, завършил кариерата си с чин генерал-майор. Заедно с това завършва и Императорската художествена академия.

## Детство
Николай Ярошенко е роден на 1 декември 1846 г. в град Полтава, тогава на територията на Руската империя, в семейството на руски офицер. Баща му Александър Михайлович е високообразован човек, военен с чин генерал-майор. Майка му Любов Василиевна е дъщеря на поручик в оставка. Има двама по-малко братя – Виктор и Василий и сестра София. Василий става химик, а синът на сестра му Борис е един от лидерите на есерите и ръководител на бойната им организация.
По семейна традиция родителите не си представят кариера за най-възрастния си син, различна от военната. Затова на 9-годишна възраст Николай е зачислен в Петровския полтавски кадетски корпус, където изучава военни и инженерни науки, съпътствани със строева подготовка на плаца. Рисуване в корпуса преподава украинският художник Иван Зайцев, син на крепостен, завършил Императорската художествена академия. Въпреки голямата си натовареност, Николай все пак успява да отдели време да се занимава с живопис. По запазените от този период рисунки може да се съди, че под ръководството на своя учител, момчето се занимава сериозно и успешно с рисуване.

## Младост
Две години по-късно Ярошенко е приведен в Първи кадетски корпус в Санкт Петербург. Там, през празничните и почивни дни, започва да посещава ателието на художника-жанрист Адриан Волков. Художникът е приятел на поета Василий Курочкин, сътрудник е на „Искра“ и други сатирични списания, член на тайното революционно общество „Земя и воля“. След завършване на корпуса, през 1863 г., младежът постъпва в Павловското военно училище. Едновременно с това посещава Императорското общество за поощрение на художниците, където преподава Иван Крамской.
По-късно е прехвърлен в Михайловското артилерийско училище, а през 1867 г. постъпва в Михайловската артилерийска академия. Въпреки че отново е много натоварен, бъдещият художник посещава като слушател Императорската художествена академия. Завършва военно-инженерното си образование с отличен успех. Постъпва на работа в Петербургския завод за патрони като началник на цеха за щанцоване и прекарва там почти четвърт век. Силната воля и голямата любов към живописта го карат едновременно да учи във военна академия, след това да работи, и успоредно с всичко да доведе докрай художественото си образование. През този период Николай става редовен посетител на рисувалните вечери у Крамской и Павел Брюлов.
Светогледът на Ярошенко се формира под непосредственото влияние на идеите на руските революционни демократи и той е впечатлен от схващанията на Николай Чернишевски и Николай Добролюбов. В художествената академия се сближава с передвижници и писатели, групирани около прогресивното списание „Отечествени записки“. Всичко това оказва влияние върху социалното направление на неговото изкуство.

## Зрелост
През 1874 г., когато завършва художествената академия, Ярошенко се жени за Мария Павловна Навротина, с която прекарва целия си живот. В този период става и първото посещение на младата двойка в Кисловодск, който много допада на младоженците. В петербургската квартира на семейството се организират т.нар. „Ярошенковски съботи“, а събиранията се превръщат в своеобразен клуб на прогресивната интелигенция от града. Посещават се от известните писатели Всеволд Гаршин, Глеб Успенски, Владимир Короленко, от художниците Иля Репин, Архип Куинджи, Василий Поленов, Василий Максимов, от актрисата Полина Стрепетова, ученият Дмитрий Менделеев, физиолога Иван Павлов и други. Тези събирания помагат на художника да бъде в крак с най-важните въпроси на своето време и да отразява острите психологически проблеми в произведенията си. Така творбите му се превръщат в основоположни за развитието на руската демократична живопис от онова време.
През 1875 г. показва за първи път своя картина на ІV изложба на передвижниците. На следващата година представя на тяхна изложба платното си „Невският проспект през нощта“ и на 7 март 1876 е приет единодушно в организацията им. Скоро е избран в ръководството и повече от 10 години, заедно с близкия си приятел Крамской, ръководи передвижниците. След смъртта на Крамской става техен идеен приемник, пазител на най-добрите традиции на организацията и един от най-дейните ѝ ръководители. Художникът е скромен, сдържан, с големи изисквания към себе си, но в същото време е твърд и непоколебим. Наричан е от съвременниците си „Съвестта на художниците“.
Атмосферата на разбирателство и взаимно сътрудничество е пренесена и в Кисловодск, където през 1885 г. семейството купува дача. През лятото, на почивка или на лечение, там се събират много техни приятели, част от интелигенцията на Петербург. Често са посещавани от художниците Михаил Нестеров, Николай Касаткин, Николай Дубовской, Аполинарий Васнецов, Иля Репин, Архип Куинджи, Виктор Борисов-Мусатов и други.
През 1892 г., за отлична служба, Ярошенко получава званието генерал-майор. Състоянието на здравето му го кара да се премести за постоянно в Кисловодск, а през следващата година подава оставката си. Продължава да се занимава активно с общественополезна дейност и да показва картините си на изложбите на передвижниците.
Твърдо застава против самодържавието и отказва поръчки за портрети на великите князе. В дните, когато царската фамилия посещава изложбите на передвижниците, той не влиза в залите. Приема като катастрофална работата на официалните държавни учреждения в условия на автокрация. Това е причината през 1893 г. да откаже влизането си в реформираната Императорска художествена академия, въпреки че повечето передвижници считат тази крачка за необходима.

## Последни години
В последните години от живота си, въпреки утежненото от туберкулозата здравословно състояние, Ярошенко много пътува из Русия и зад граница. Пътешества по Волга, а през 1896 – 1897 г. предприема пътуване до Сирия, Палестина, Египет и Италия и донася от там голямо количество картини, етюди, портрети и графични творби – „Бедуин“ (1896), „Йерусалим“ (1896), „Сфинкс“ (1896), „Палермо“ (1897).
Ярошенко посвещава последните години от живота си на пътувания в Урал, където рисува етюди и търси прототипи за образи на работници във въглищните мини за планираната, посветена на тях, голяма картина. Скоропостижната му смърт не позволява тези планове да бъдат осъществени. Художникът е пълен с творчески планове, когато неочаквано умира от инфаркт на 25 юни 1898 г. в Кисловодск.
Погребан е в събора „Свети Никола“ в града, близо до дома му. След година над гроба му е издигнат паметник с бронзов бюст на художника, поставен върху черен постамент. Зад него е издигната висока гранитна стела с изобразени кръст, палмови клонки и палитра с четка. През 1962 г. в Кисловодск е открит художественият музей „Николай Ярошенко“.

## Творчество
Отличителна черта в цялостното творчество на Ярошенко е стремежът му да въплъти в своите герои най-добрите черти на неговите съвременници. В много от картините си художникът създава обобщен образ на новото поколение като мислещо, целеустремено и дейно. В началото на 1870-те в обществото се появяват първите му картини – „Старец с табакера“, „Селянин“, „Старият евреин“, „Украинка“.

### Социални типажи
След създадените през лятото на същата година портрети, живописецът започва да работи над първото си голямо платно – „Невският проспект през нощта“ (1876). Във влажната тъмнина, сред блестящите отражения по асфалта, могат да се различат няколко женски фигури. Художникът има предвид проникнатите от дълбок хуманизъм сестри, героини от популярен разказ на Всеволд Гаршин. Представя картината на ІV изложба на передвижниците, но мненията на критиката не са еднозначни. Дори и най-отявлените скептици обаче признават, че творбата е спечелила популярност и е високо оценена от публиката. Произведението не достига до нас, тъй като е унищожено по време на Втората световна война.
Друго платно, което е унищожено и не достига до наши дни, е „Здрач“ (1876), което, съдейки по отзивите в пресата, е посветено на земекопачите мостоваци. То представлява първите стъпки на художника към темата, която намира най-ярко въплъщение в картината му „Пожарникар“. Друга, много известна картина от този период, е „Слепци“ („Слепци край Киев“) (1879).
Наболелите въпроси на руската действителност през онези години вълнуват художника и често намират отражение в творчеството му. През март 1878 г. Петербург отново заговаря за него. В картините си художникът се стреми да изрази духа на времето, а символ на реформите на Александър II стават платната му „Пожарникар“ (1878) и „Затворник“ (1878). За първи път художникът постига сериозна известност с картината си „Пожарникар“.
Като заводски инженер, Ярошенко е най-близо от всички передвижници до работниците, които наблюдава всеки ден в изпълнение на задълженията си. В Русия „Пожарникар“ е първият ярък, реалистичен образ на работник, представен не като измъчен от тежкия труд, а като сила, която се противопоставя на експлоатацията в капиталистическото общество. Картината произвежда силно впечатление на писателя Всеволд Гаршин и той успява да предаде емоциите, породени от нея, в разказа си „Художници“.
Ярошенко пръв представя руските работници не толкова като жертви на изнурителен труд, а по-скоро като нова, могъща социална сила. Създава образи на различни типове от неговата съвременност. Например в „Затворник“ (1878) и „Стари и млади“ (1881) представя революционната интелигенция, а в „Студент“ (1881) и „Студентка“ (1883) – студентската младеж. Последните две всъщност са картини-портрети, първообрази на които са ученикът от Художествената академия Ф.А. Чиров и курсистката в Бестужевските курсове Ана Черткова.
В картината „Стари и млади“ е представен конфликтът между старото и новото поколение, между бащи и синове, предизвикано от стълкновението на две различни идеологии – консервативната и бунтарската.
В картината „Затворник“ художникът изразява своето съчувствие към борците за свобода и осъжда самодържавието. Това е и едно от първите произведения в Русия от този период, посветени на революционерите в страната, което слага началото на цял цикъл от платна на Ярошенко по темата. В руското изкуство картината „Студентка“ става първата, която изобразява учеща се жена. Съхранен е и втори вариант на творбата, в която девойката е още по-тъжна, съсредоточена и като че ли попарена от скръб. „Студент“ е показана на Х изложба на передвижниците и става една от най-добрите творби на Ярошенко.
През следващите години в произведенията на Ярошенко продължават да се срещат както образи на учещи се момичета, така и сюжети, свързани с революционното движение – „Причини неизвестни“ (1884), акварела „Изпит на студентки при професор Грубер“ (1887), ескиза „Арест на пропагандистката“ (1887).
В началото на 1880-те творчеството на Ярошенко се характеризира с развитие на темата за борбата на руската интелигенция. Сюжетът на картината „Литовското знаме“ („Терористка“) (1881) е свързан с покушението на Вера Засулич срещу петербургския градоначалник, генерал Фьодор Трепов. Събитието е възприето като протест срещу тежките условия на задържаните в петербургския затвор „Литовски замък“. Полицията забранява показването на картината на изложбата на передвижниците, открита в деня на убийството на Александър II. Самият художник е поставен под домашен арест в продължение на седмица и при него пристига на „беседа“ министърът на вътрешните работи. Картината не е запазена до наши дни.
Сред жанровите творби на Ярошенко най-популярна става картината „Навсякъде живот“ (1888). В лицата на арестантите, превозвани с влак и хранещи гълъби през решетките, се чете умиротвореност и човечност. Това не са престъпници, а нещастни жертви на социалната действителност. С подчертана лиричност се характеризират картините от 1880-те години – „Във вагона“ (края на 1880-те), „На люлката“ (1888), „В топлия край“ (1890), „Селска девойка“ (1891), „Песни за миналото“ (1894) и други.
- Етюд от „Литовското знаме“ (Терористка) (1881)
- Студент (1881)
- Студентка (1883)
- Изгонени (1883)
- В топлия край (1890)
- Селянка (1891)

### Портретна живопис
Значително място в творчеството на Ярошенко заема портретната живопис. Характерно за нея е, че обектите винаги са интелектуалци и духовно близки до него – прогресивни писатели, учени, художници, актьори. Живописецът приема рисуването на тези хора като свой обществен дълг пред идващите поколения. Създава около 100 портрета на известни личности от втората половина на 19 век, негови съвременници. Той майсторски успява да предаде типичните черти на интелигенцията чрез характеристиката на един-единствен човек. Такива са портретите на художниците Иван Краймской (1876), Василий Максимов (1878), Николай Ге (1890), на писателите Глеб Успенски (1884), Михаил Салтиков-Шчедрин (1886), Алексей Плешчеев (1887), Иван Гончаров (1888), Владимир Короленко (1898, не е запазен), Владимир Соловьов (1895), на учения Дмитрий Менделеев (1885), педагога Александър Герд (1888), генерал Николай Обручев (1898) и други. Най-известен в тази портретна галерия е „Портрет на актрисата Полина Стрепетова“ (1884), приемана за шедьовър на портретната живопис през 1870 —1880-те. Изобразена е в сценичния образ на трагична, безправна жена, обикновена рускиня със строго, печално лице и изражение на страдание в очите.
Женските образи, създадени от художника през този период се отличават със сурови черти, стриктно очертани вежди, градко сресана назад коса и аскетични скромни дрехи – черно затворено палто, бяла якичка и маншети. Така е представена и героинята му в „Портрет на непозната“ (1880-те). Създава силни женски образи и в „Милосърдна сестра“ (1886), „Циганка“ (1886) и други.
- Глеб Успенски (1884)
- Михаил Салтиков-Шчедрин (1886)
- Иван Гончаров (1888)
- Николай Ге (1890)
- Лев Толстой (1894)
- Владимир Соловьов (1895)

### Пейзажна живопис
През последните години от живота си художникът набляга на пейзажната живопис. Към нея принадлежи цяла поредица от картини и етюди за природата на Кавказ. Част от тях се намира в Третяковската галерия в Москва, а други са пръснати по музеи и частни сбирки – „Березовая балка в Кисловодске“ (1882), „Клухорският превал“ (1882), „Судаксият залив в Крим“ (1882), „Бещау“ (1882), „В Сванетия“ (1882), „Планината Ужба в Сванетия“ (1882), „Нощ над Кама“ (1884), „Ольховская балка около Кисловодска“ (1888), „Гуниб. Дагестан“ (1888), „Чадър планина. Дагестан“ (1888), „Червените камъни“ (1892), „Девдаракският ледник“ (1894).
- Нощ над Кама (1884)
- Чадър планина. Дагестан (1888)
- Червените камъни (1892)
- Девдаракският ледник (1894)
- Елбрус в облаци (1894)
- Кавказ. Езерото Теберда (1894)

## Галерия
- Николай Ярошенко
- Ярошенко през 1870
- Передвижници. Ярошенко е в групата на седналите, третият отдясно наляво (1885)
- Автопортрет в офицерска униформа (преди 1893)
- Портрет на Ярошенко от Михаил Нестеров (1897)
- Ярошенко през 1898
- Гробът на Ярошенко в Кисловодск

- Жанрова живопис
- Затворник (1878)
- На люлката (1888)
- Навсякъде живот (1888)
- Изпращач (1891)
- Момичета с писмо (1892)
- Хор (1894)

- Портрети
- Иван Крамской (1876)
- Скулптурът Владимир Позен (1885)
- Дмитрий Менделеев (1885)
- Дмитрий Менделеев (1886)
- Александър Герд (1888)
- Алексей Плешчеев (1888)

- Пейзажи
- Березовая балка в Кисловодске (1882)
- Клухорският превал (1882)
- Гуниб. Дагестан (1888)
- Ольховская балка около Кисловодска (1888)
- Сфинксът (1896)
- Йерусалим. Етюд. (1896)